# Jadwiga Rudnicka (historyk literatury)
Jadwiga Rudnicka (ur. 7 września 1916 w Fastowie, zm. 25 kwietnia 2006 w Lublinie) – polska historyk literatury, bibliotekoznawczyni.

## Życiorys
Córka Antoniego Władysława i Anieli z Kujawskich. Po odzyskaniu przez Polskę niepodległości razem z rodzicami zamieszkała w Bobrowem k. Gorzkowa, po ukończeniu szkoły powszechnej uczęszczała do Seminarium Nauczycielskiego w Zamościu. W 1935 ukończyła naukę, rok później w Lublinie zdała eksternistycznie maturę gimnazjalną typu humanistycznego. Przez dwa lata  pracowała jako nauczycielka w szkole koło Gorzkowa, w 1938 rozpoczęła studia bibliotekoznawcze w Sekcji Społeczno-Oświatowej na Wydziale Pedagogicznym Wolnej Wszechnicy Polskiej w Warszawie. Do grona jej wykładowców należeli Jan Muszkowski, Helena Radlińska i Zygmunt Szweykowski. Po wybuchu II wojny światowej zamieszkała na wsi, gdzie była nauczycielką w szkole powszechnej, była zaangażowana w tajne nauczanie z zakresu szkoły średniej. Od listopada 1944 powróciła na studia, naukę kontynuowała na Wydziale Nauk Humanistycznych Katolickiego Uniwersytetu Lubelskiego, jej przewodnikiem naukowym został prof. Juliusz Kleiner, a wykładowcami Jan Parandowski, Maria Dłuska, Stefan Kawyna, Henryk Elzenberg i Marian Morelowski. Równocześnie pracowała w bibliotece Zakładu Historii Literatury Polskiej KUL, a następnie w Bibliotece Publicznej im. Hieronima Łopacińskiego w Lublinie. W czerwcu 1947 uzyskała stopień magistra, promotorem jej pracy prof. Kleiner. Następnie wyjechała do Warszawy, gdzie rozpoczęła pracę w Bibliotece Narodowej. Nawiązała kontakt z prof. Wacławem Borowym i pod jego kierunkiem przygotowała pracę doktorską, którą obroniła w czerwcu 1950 na Uniwersytecie Warszawskim. Od 1952 publikowała prace z zakresu historii literatury, debiutowała na łamach Zeszytów Wrocławskich. W 1953 ukazała się jej pierwsza książka dotycząca bibliotekoznawstwa, kolejne w 1964 i 1967. Była również autorką dwóch opracowań edytorskich, od 1957 była kustoszem, d 1966 kustoszem dyplomowanym, w 1970 habilitowała się na Uniwersytecie Wrocławskim w zakresie bibliotekoznawstwa. Będąc docentem od 1971 do 1977 kierowała działem starych druków i rękopisów w Bibliotece Publicznej m. st. Warszawy, równocześnie intensywnie pracowała nad książkami z dziedziny bibliotekoznawstwa i historii literatury, w 1973 została starszym kustoszem dyplomowanym. W 1977 rozpoczęła pracę wykładowcy bibliotekoznawstwa i filologii polskiej w Wyższej Szkole Pedagogicznej w Olsztynie, pracę tam zakończyła w 1987. Od 1985 mieszkała w Lublinie, prowadziła wykłady zlecone na KUL, w 1988 przeszła na emeryturę, współpracowała z Pracownią Norwidowską oraz była członkiem korespondentem Towarzystwa Naukowego KUL. Należała do Polskiego Towarzystwa Badań nad Wiekiem Osiemnastym.
19 stycznia 1955 na wniosek Ministra Kultury i Sztuki została odznaczona Medalem 10-lecia Polski Ludowej.
Pochowana na cmentarzu parafialnym w Gorzkowie-Osadzie, woj. lubelskie.

## Dorobek naukowy

### Bibliotekoznawstwo
W 1952 opublikowała na łamach Zeszytów Wrocławskich pierwszy przyczynek naukowy dotyczący pierwszego tłumaczenia na język polski powieści Victora Hugo Les Misérables. W 1973 wspólnie z Sante Graciottim opracowała „Inwentarz biblioteki Ignacego Krasickiego z 1810”, dwa lata później przygotowała „Bibliografię katalogów księgarskich wydanych w Polsce do końca XVIII wieku”. W 1976 zaangażowała się w serię publikacji „Prace Biblioteki Publicznej m.s.t Warszawy”, była współautorką „Katalogu starych druków Biblioteki Publicznej” i „Archiwum Biblioteki Publicznej”. Ostatnią pracą z zakresu bibliotekoznawstwa był zbiór dokumentów „Biblioteka Stanisława Augusta na zamku warszawskim”.

## Historia literatury
Prowadziła badania nad „Monitorem”, udowodniła, że to czasopismo czasów Stanisława Augusta było wydawane do 1785. Opracowała szkic „W poszukiwaniu starych czasopism”, gdzie nawiązała do polskich periodyków nie odnalezionych i nie odnotowanych przez Karola Estreichera. Trzy prace poświęciła Stanisławowi Kostce Potockiemu, a także Ignacemu Krasickiemu. Kilka przyczynków naukowych przygotowała na dwusetną rocznicę powstania Komisji Edukacji Narodowej m.in. „Książka w działalności KEN (1773–1794)”. Kilka rozpraw poświęciła życiu literackiemu epoki stanisławowskiej, były to m.in. „Ruch księgarski w Warszawie za Stanisława Augusta” i „Biblioteki mieszczan warszawskich za Stanisława Augusta”. Wiele uwagi poświęciła polskiej recepcji „Tysiąca nocy i jednej”, opublikowała na ten temat dwa przyczynki, artykuły syntetyczne, a ostatecznie książkę „Tysiąc nocy i jedna” w kulturze polskiej. Opracowywała materiały dotyczące Adama Mickiewicza, Juliusza Słowackiego, Bolesława Prusa, ale najwięcej badań i opracowań poświęciła Cyprianowi Kamilowi Norwidowi, ich efektem jest jedenaście publikacji na temat życia, twórczości i korespondencji tego poety.

## Twórczość
- Biblioteka Ignacego Potockiego (1953); (seria „Książka w dawnej kulturze polskiej” tom 4);
- Bibliografia powieści polskiej 1601–1800 (1964); (seria „Książka w dawnej kulturze polskiej” tom 13)
- Biblioteka wilanowska. Dwieście lat jej dziejów (1741–1932) (1967).
- Korespondencja Karola Estreichera z Marią i Felicjanem Faleńskimi; (opracowanie edytorskie);
- Felicjan Faleński „Wspomnienia z mojego życia”; (opracowane edytorskie);
- „Listy Teofila Lenartowicza do Tekli Zmorskiej 1861–1893” (1978)[4].